# Sclerocrangon
Sclerocrangon is een geslacht van kreeftachtigen uit de klasse van de Malacostraca (hogere kreeftachtigen).

## Soorten
- Sclerocrangon atrox Faxon, 1893
- Sclerocrangon boreas (Phipps, 1774)
- Sclerocrangon derjugini Kobjakova, 1936
- Sclerocrangon ferox (Sars G.O., 1877)
- Sclerocrangon igarashii Komai & Amaoka, 1991
- Sclerocrangon intermedius
- Sclerocrangon salebrosa (Owen, 1839)
- Sclerocrangon unidentata Komai & Takeda, 1989
- Sclerocrangon variabilis
- Sclerocrangon zenkevitchi Birstein & Vinogradov, 1953